# Arxiu Provincial de l'Escola Pia de Catalunya
L'Arxiu Provincial de l'Escola Pia de Catalunya (APEPC) és un arxiu eclesiàstic, que s'ocupa de recollir, conservar i difondre el patrimoni documental i material de l'Escola Pia de Catalunya, la branca catalana dels Escolapis, orde religiós dedicat a l'educació. L'arxiu recull documentació i objectes relacionats tant amb l'orde religiós els seus membres com de l'activitat relacionada amb la docència a les seves escoles a Catalunya. L'arxiu a més acull la Biblioteca Provincial i el Museu provincial, que complementen la seva funció de compilador del patrimoni històric de l'Escola Pia de Catalunya.

## Història
Des de la fundació de la de Moià el 1683, cada comunitat eclesiàstica creà el seu arxiu local. El costum es mantingué quan el 1742 les cases foren erigides en viceprovíncia independent i posteriorment el 1752, en província. A les darreres dècades del s. XIX es començà a tenir consciència per la conservació del patrimoni documental. El 1915 es creà al juniorat de Terrassa un Museu Calassanci que un temps després es traslladà a Alella i posteriorment a Moià, on s'uní al Museu Escolapi, fundat el 1924 pel P. Antoni Tasi.
El patrimoni escolapi ha sofert diverses pèrdues en moments crítics de la nostra història. Durant la Setmana Tràgica del juliol de 1909 el col·legi de Sant Antoni de Barcelona va ser incendiat. Es perderen, entre altres coses de valor, els arxius de la província, el de la comunitat (amb fons dels Antonians), el de l'Acadèmia Calassància i els de les Congregacions marianes. El juliol de 1936 novament un incendi destruí el reconstruït arxiu provincial tot i els intents per a salvar-lo.
El Museu Escolapi de Moià es recuperà quasi íntegrament el 1939. El 1968 el P. provincial Salvador Salitjes creà oficialment el «Museu Escolapi», del que tingueren cura els novicis. Assenyalà contingut i objectius. El 1973 es traslladaren a l'edifici de la cúria provincial de Barcelona (Ronda Sant Pau 80) el fons de documents, llibres i publicacions periòdiques i el 1985 s'hi van afegir els objectes del Museu Escolapi. Va ocupar diversos estatges i de 1985 al 2010 va estar al primer pis de l'edifici esmentat fins que el març de 2011 es va traslladar a les actuals dependències de l'entresòl del mateix edifici.
En aquest espai s'ha seguit la política de concentració de tots els arxius antics, tant dels col·legis com de les comunitats. S'hi afegit molta documentació procedent de religiosos i d'entitats pertanyents a la província. També s'ha incrementat considerablement el conjunt de la biblioteca, de l'hemeroteca, dels objectes del museu i de les col·leccions, gràcies a donacions.

## Fons
El quadre de classificació de l'arxiu s'estructura en 10 apartats pertanyents a l'estructura de l'Ordre, un conjunt de sèries per a fonts externs o personals, el fons fotogràfic i els fons especials: 

### Quadre de Classificació
- 01 Legislació
- 02 Govern
- 03 Gestió
- 04 Relacions
- 05 Catàleg
- 06 Serveis provincials i assistencials
- 07 Obres
- 08 Persones
- 09 Formació
- 10 Altres Fons
- 11 Fotografia
- 12 Formats especials

## Biblioteca
La biblioteca provincial es divideix en la biblioteca antiga i la moderna (posterior a 1835). La biblioteca moderna es pot consultar a la sala i des d'un catàleg local. El fons antic, d'aproximadament de 9.500 exemplars, es pot consultar en part per internet, ja que des de l'any 2010 s'està catalogant al Catàleg Col·lectiu de les Universitats de Catalunya, coordinat pel Consorci de Biblioteques Universitàries de Catalunya. El fons antic comprèn sobretot llibres religiosos i escolars, provinents de les diferents escoles pies de Catalunya. A partir del segle xix les publicacions específicament escolars augmenten, destacant moltes publicacions impreses expressament per a l'ús a les escoles pies, constituint un interessant fons per a l'estudi de la història de la pedagogia catalana.

## Serveis
L'accés a l'arxiu és públic i lliure, pel que tota persona interessada hi pot accedir. La documentació se sol·licita emplenant el model de butlleta de consulta establerta a tal efecte.
Disposem d'una base de dades d'accés públic des de la sala per consultar el fons documental i la biblioteca provincial. Hi ha la possibilitat de realitzar fotocòpies i còpies digitals dels documents que acompleixin els requisits de protecció de dades personals. Es poden resoldre consultes per correu electrònic i telèfon.